# Santuari de Sant Ferriol
El Santuari de Sant Ferriol és una obra del municipi de Sant Ferriol (Garrotxa) protegida com a bé cultural d'interès local.

## Història
El primer esment d'una capella data de 1268. L'església és molt gran per tal de donar cabuda als nombrosos pelegrins que s'acollien al santuari, ja que, segons la tradició, era gran el poder que tenia Sant Ferriol per curar les trencadures. No és d'estranyar, com s'explica a nombrosos textos, que les parets estiguessin cobertes d'ex vots, fets de cera i de diferents formes. També hi havia un reliquiari gòtic de coure daurat, que contenia les relíquies de Sant Ferriol i d'altres sants. Havia estat adquirit pel santuari, el 4 de setembre de 1603, per 25 lliures i 12 sous. Actualment no se sap on és.

## Edificis

### Santuari
Sant Ferriol és un santuari situat a 366 metres sobre el nivell del mar, a pocs quilòmetres de la vila comtal de Besalú, dins el terme del veïnat de Fornells de Besalú. Fins fa pocs anys, l'abandó d'aquest conjunt era total; actualment, un grup de treball de Besalú hi fa tasques de restauració per tal de recuperar de nou el santuari. Es creu que el primer temple va ser bastit en el decurs del segle xii, malgrat que l'actual edifici correspon al segle xviii. És d'estil gòtic i ha sofert moltes modificacions en períodes subsegüents; segons una inscripció en un dels arcs, fou restaurat l'any 1835.
El primer tram del porxo està cobert per una volta d'aresta senzilla amb clau de volta central datada (1599) i ornamentada amb fullatges estilitzats. El segon tram presenta cinc claus de volta. La clau central representa un escut d'armes molt erosionat, que es repeteix en altres punts del porxo. Un altre clau, envoltada d'una soga a la part exterior i una sanefa de punts, representa un cap d'àngel. Una tercera clau representa un escut d'armes molt erosionat i més senzill que el de la clau central. Finalment hi ha dos escuts més, sense decoració central i encerclats per una estella de vuit puntes.
La porta està situada a migdia i protegida per un porxo de construcció coetània. Bastida amb grans carreus molt ben tallats, destacant l'amplia llinda amb un escut central en forma de flor, on hi havia hagut una data gravada que avui no es veu. Tot el conjunt està protegit per un ampli guardapols acabat amb dos motius ornamentals geomètrics. En un dels carreus es pot llegir: BELLSOLA.

### Font de Sant Ferriol
La Font del santuari de Sant Ferriol és una obra inclosa en l'Inventari del Patrimoni Arquitectònic de Catalunya. El santuari de Sant Ferriol està situat a tres quilòmetres de Besalú, sobre la vessant dreta del Fluvià, dins el terme del veïnat de Fornells de Besalú. Es té notícia de la seva existència a partir del segle xii, malgrat que la construcció és d'un gòtic decadent del segle xvii. Trobem tres inscripcions: "DOMER : FRANCESCH"; "OB/PERACAULAS" i "RES/VICENS : BOQV?".

### Hostatgeria
L'Hostatgeria del santuari de Sant Ferriol és una masia inclosa en l'Inventari del Patrimoni Arquitectònic de Catalunya.Fou antigament l'hostalatge o casa de pelegrins. Està situada entre Can Bep i les dependències del santuari de Sant Ferriol. És de planta rectangular i les teulades es troben esfondrades. Disposa de baixos, amb una gran porta adovellada, que té gravada, a la part central, un escut amb fullatges i un pelegrí. El primer pis té finestra amb llinda de fusta i un bellíssim finestral gòtic a la part central; els carreus que la formen estan molt ben tallats i, d' entre ells, destaca una testa humana molt erosionada, fet que quasi impossibilita veure-li les faccions del rostre. Al costat dret de l'edifici hi ha les restes d'un balcó amb llinda de pedra amb un guardapols acabat amb motius florals estilitzats, en molt mal estat de conservació. Els interiors es troben del tot en estat ruïnós, conservant dempeus, únicament, la façana descrita.
Entre les llindes destacades hi ha un escut realitzat a la dovella central de la porta principal, amb la figura d'una persona i fulles. També hi ha una finestra a la planta baixa amb la inscripció "M+A / IHS / 1593". Finalment, trobem un balcó del primer pis amb la inscripció "CASSA IC --AECA--ME / DIS M COSTA DOMER DE SANT FERRIOl".

## Galeria d'imatges

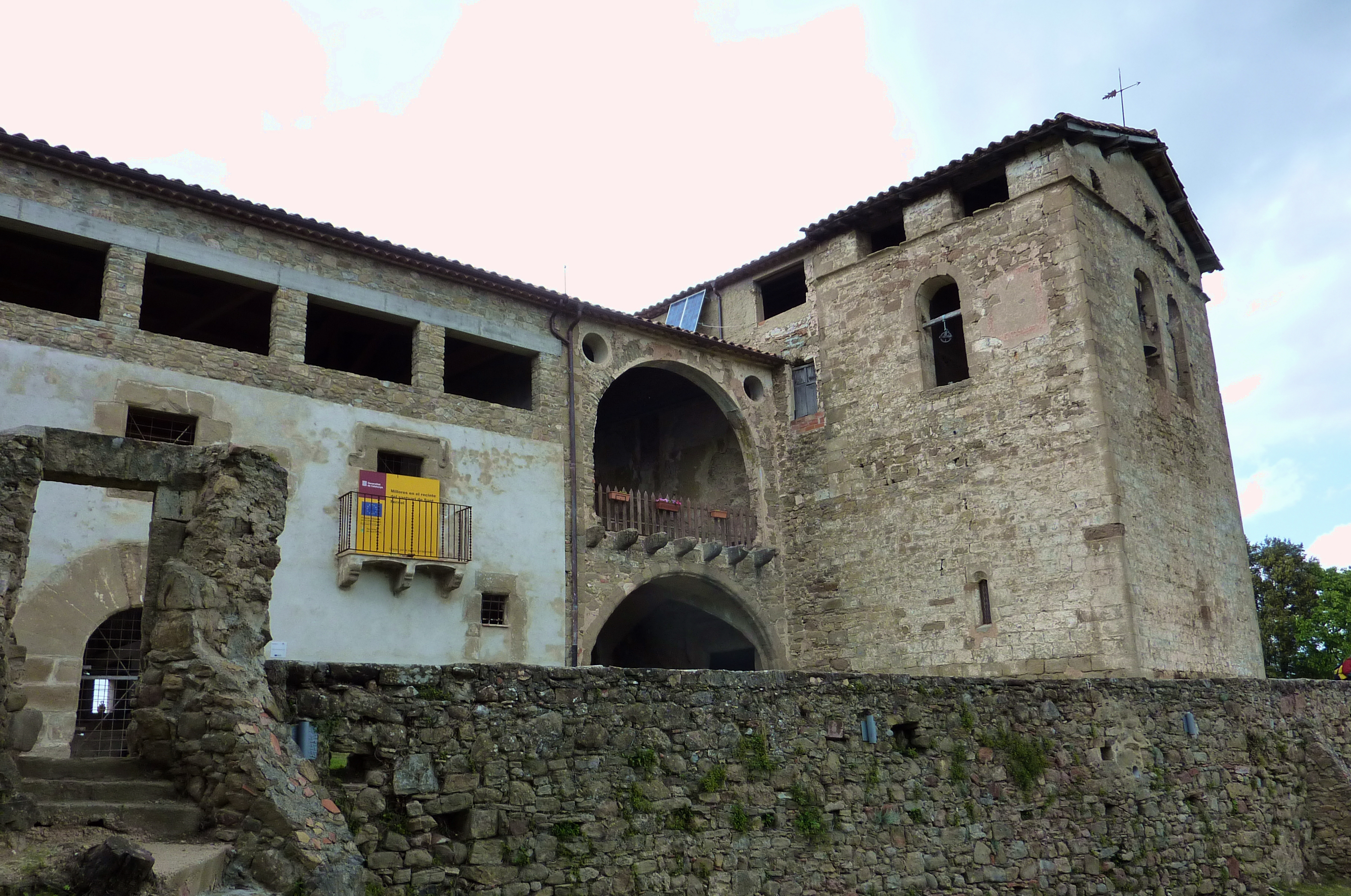
Hostatgeria
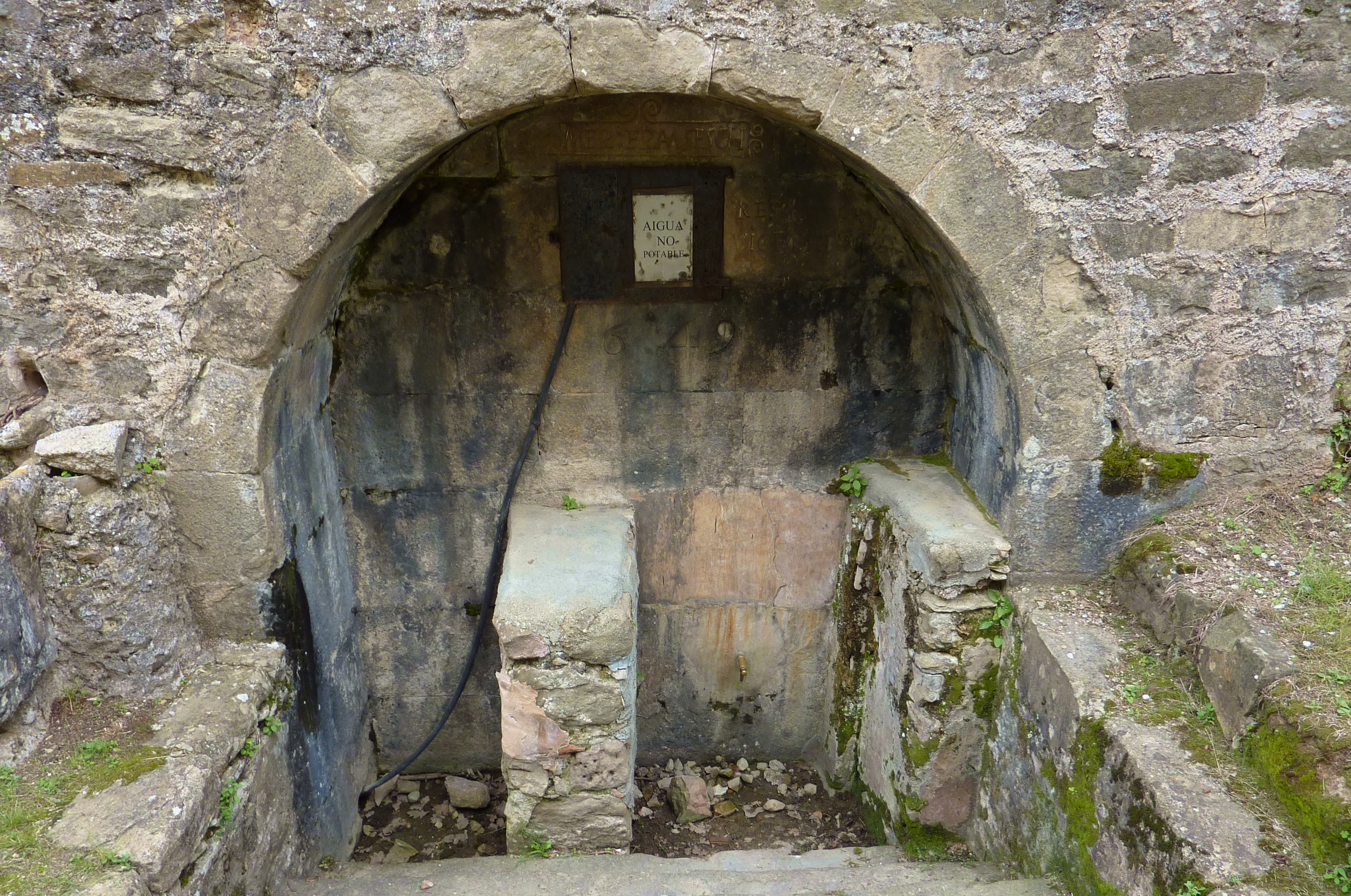
Font de Sant Ferriol